# Elijah Taylor

a Compétitions nationales et continentales officielles uniquement.

b Matchs officiels uniquement.
Elijah Taylor, né le 27 février 1990 à Hawera (Nouvelle-Zélande), est un joueur de rugby à XIII néo-zélandais évoluant au poste de deuxième ligne, de troisième ligne ou de talonneur. Il fait ses débuts en National Rugby League (« NRL ») avec les Warriors du New Zealand lors de la saison 2011. Finaliste de la NRL en 2013 avec New Zealand, il poursuit ensuite sa carrière à Penrith à partir de 2014 puis aux Wests Tigers à partir de 2016. Il a revêtu également le maillot de la Nouvelle-Zélande avec laquelle il est finaliste de la Coupe du monde 2013

## Palmarès
- Collectif :
  - Finaliste de la Coupe du monde : 2013 (Nouvelle-Zélande).
  - Finaliste de la National Rugby League : 2013 (New Zealand).